# Sydafrika vid världsmästerskapen i friidrott 2023
Sydafrika tävlade vid världsmästerskapen i friidrott 2023 i Budapest i Ungern mellan den 19 och 27 augusti 2023.

## Resultat
Sydafrikas trupp bestod av 36 idrottare.

### Herrar
Gång- och löpgrenar
| Idrottare                                                           | Gren                  | Försöksheat | Försöksheat | Semifinal        | Semifinal        | Final            | Final            |
| Idrottare                                                           | Gren                  | Resultat    | Placering   | Resultat         | Placering        | Resultat         | Placering        |
| ------------------------------------------------------------------- | --------------------- | ----------- | ----------- | ---------------- | ---------------- | ---------------- | ---------------- |
| Shaun Maswanganyi                                                   | 100 meter             | 10,21       | 4           | Gick inte vidare | Gick inte vidare | Gick inte vidare | Gick inte vidare |
| Benjamin Richardson                                                 | 100 meter             | 10,17       | 4           | Gick inte vidare | Gick inte vidare | Gick inte vidare | Gick inte vidare |
| Akani Simbine                                                       | 100 meter             | 9,97        | 1 Q         | 0DSQ0            | 0DSQ0            | Gick inte vidare | Gick inte vidare |
| Luxolo Adams                                                        | 200 meter             | 20,15 0SB0  | 3 Q         | 20,44            | 6                | Gick inte vidare | Gick inte vidare |
| Sinesipho Dambile                                                   | 200 meter             | 20,34       | 3 Q         | 20,28 0PB0       | 4                | Gick inte vidare | Gick inte vidare |
| Shaun Maswanganyi                                                   | 200 meter             | 20,56       | 3 Q         | 20,65            | 7                | Gick inte vidare | Gick inte vidare |
| Zakithi Nene                                                        | 400 meter             | 44,88       | 4 q         | 45,64            | 6                | Gick inte vidare | Gick inte vidare |
| Lythe Pillay                                                        | 400 meter             | 45,58       | 4           | Gick inte vidare | Gick inte vidare | Gick inte vidare | Gick inte vidare |
| Wayde van Niekerk                                                   | 400 meter             | 44,57       | 1 Q         | 44,65            | 3 q              | 45,11            | 7                |
| Ryan Mphahlele                                                      | 1 500 meter           | 3.39,16     | 10          | Gick inte vidare | Gick inte vidare | Gick inte vidare | Gick inte vidare |
| Tshepo Tshite                                                       | 1 500 meter           | 3.46,79     | 2 Q         | 3.32,98          | 7                | Gick inte vidare | Gick inte vidare |
| Adriaan Wildschutt                                                  | 10 000 meter          | —           | —           | —                | —                | 28.21,40         | 14               |
| Melikhaya Frans                                                     | Maraton               | —           | —           | —                | —                | 0DNF0            | 0DNF0            |
| Tumelo Motlagale                                                    | Maraton               | —           | —           | —                | —                | 2:22.14          | 51               |
| Simon Sibeko                                                        | Maraton               | —           | —           | —                | —                | 2:31.59          | 60               |
| Antonio Alkana                                                      | 110 meter häck        | 14,25       | 9           | Gick inte vidare | Gick inte vidare | Gick inte vidare | Gick inte vidare |
| Wayne Snyman                                                        | 35 kilometer gång     | —           | —           | —                | —                | 2:35.13 0SB0     | 21               |
| Shaun Maswanganyi Benjamin Richardson Clarence Munyai Akani Simbine | 4 × 100 meter stafett | 37,72 0SB0  | 5 Q         | —                | —                | 0DNF0            | 0DNF0            |

Teknikgrenar
| Idrottare              | Gren          | Kval    | Kval      | Final            | Final            |
| Idrottare              | Gren          | Distans | Placering | Distans          | Placering        |
| ---------------------- | ------------- | ------- | --------- | ---------------- | ---------------- |
| Kyle Rademeyer         | Stavhopp      | 5,70    | 15        | Gick inte vidare | Gick inte vidare |
| Cheswill Johnson       | Längdhopp     | 7,61    | 26        | Gick inte vidare | Gick inte vidare |
| Kyle Blignaut          | Kulstötning   | 18,82   | 34        | Gick inte vidare | Gick inte vidare |
| Burger Lambrechts, Jr. | Kulstötning   | 19,52   | 24        | Gick inte vidare | Gick inte vidare |
| Victor Hogan           | Diskus        | 61,80   | 27        | Gick inte vidare | Gick inte vidare |
| Douw Smit              | Spjutkastning | 75,03   | 27        | Gick inte vidare | Gick inte vidare |

### Damer
Gång- och löpgrenar
| Idrottare                | Gren           | Försöksheat | Försöksheat | Semifinal        | Semifinal        | Final            | Final            |
| Idrottare                | Gren           | Resultat    | Placering   | Resultat         | Placering        | Resultat         | Placering        |
| ------------------------ | -------------- | ----------- | ----------- | ---------------- | ---------------- | ---------------- | ---------------- |
| Miranda Charlene Coetzee | 400 meter      | 52,30       | 7           | Gick inte vidare | Gick inte vidare | Gick inte vidare | Gick inte vidare |
| Zenéy van der Walt       | 400 meter      | 51,76       | 3 Q         | 51,54            | 8                | Gick inte vidare | Gick inte vidare |
| Marlie Viljoen           | 400 meter      | 53,73       | 8           | Gick inte vidare | Gick inte vidare | Gick inte vidare | Gick inte vidare |
| Prudence Sekgodiso       | 800 meter      | 1.59,72     | 2 Q         | 2.11,68          | 8                | Gick inte vidare | Gick inte vidare |
| Carina Viljoen           | 1 500 meter    | 4.11,02     | 12          | Gick inte vidare | Gick inte vidare | Gick inte vidare | Gick inte vidare |
| Irvette van Zyl          | Maraton        | —           | —           | —                | —                | 2:38.32 0SB0     | 45               |
| Taylon Bieldt            | 100 meter häck | 13,05       | 7           | Gick inte vidare | Gick inte vidare | Gick inte vidare | Gick inte vidare |
| Marione Fourie           | 100 meter häck | 12,71       | 3 Q         | 12,89            | 6                | Gick inte vidare | Gick inte vidare |
| Zenéy van der Walt       | 400 meter häck | 55,21       | 5 q         | 55,49            | 8                | Gick inte vidare | Gick inte vidare |

Teknikgrenar
| Mirè Reinstorf  | Stavhopp      | NM    | NM   | Gick inte vidare | Gick inte vidare |                  |                  |
| Ischke Senekal  | Kulstötning   | 16,20 | 32   | Gick inte vidare | Gick inte vidare |                  |                  |
| Yolandi Stander | Diskus        | 53,39 | 34   | Gick inte vidare | Gick inte vidare | Gick inte vidare | Gick inte vidare |
| Jo-Ane van Dyk  | Spjutkastning | 60,09 | 10 q | 57,43            | 10               |                  |                  |